# Acilius Aviola (Konsular)
Acilius Aviola war ein römischer Senator des 1. Jahrhunderts n. Chr.
Aviola wird wegen seines ungewöhnlichen Todes in den Facta et dicta memorabilia des Valerius Maximus und der Naturgeschichte Plinius des Älteren erwähnt. Demnach habe er sich eine Weile lang still hingelegt und sei für tot gehalten worden. Daraufhin sei er auf den Scheiterhaufen gelegt und dieser angezündet worden. Als sein Körper zu brennen anfing, wachte er auf und schrie nach Hilfe. Da das Feuer aber bereits zu stark war, konnte er nicht mehr gerettet werden.
Laut Plinius war Aviola ein Konsular, also ehemaliger Konsul. Es ist aber unklar, ob er mit einem der anderen bezeugten Acilier dieser Zeit identisch ist. Sowohl eine Identifizierung mit Marcus Acilius, dem Suffektkonsul des Jahres 33 v. Chr., als auch eine mit dem Legaten des Jahres 21 sind in der Forschung abgelehnt worden.